# Paraphlepsius dentatus
Paraphlepsius dentatus är en insektsart som beskrevs av Baker 1898. Paraphlepsius dentatus ingår i släktet Paraphlepsius och familjen dvärgstritar. Inga underarter finns listade i Catalogue of Life.